# The Stolen Tapestries
The Stolen Tapestries è un cortometraggio muto del 1913 diretto da J.P. McGowan. È uno dei numerosi film che la Kalem produsse quell'anno con protagonisti William Brunton e Helen Holmes, che diventerà la moglie del regista J.P. McGowan.

## Produzione
Il film fu prodotto dalla Kalem Company.

## Distribuzione
Distribuito dalla General Film Company, il film uscì nelle sale cinematografiche USA il 17 novembre 1913.